# Тийгън Пресли
Тийгън Пресли (на английски: Teagan Presley) е артистичен псевдоним на Ашли Ан Ериксън (Ashley Ann Erickson) – американска порнографска актриса и екзотична танцьорка.

## Ранен живот
Родена е на 24 юли 1985 г. в Уудландс, щата Тексас, САЩ. Има трима братя и три сестри.
Когато навършва 7 години започва тренировки по танци и гимнастика. На 10-годишна възраст се преместила със семейството си в Южна Калифорния. Там продължава с тренировките и участва в национални състезания по балет, джаз танци и гимнастика, включително Starpower и Showstoppers. Става съ-капитан на танцов отбор по джаз. Продължава да танцува с Джофри балет и по-късно е приета в Американския балетен театър. Участва на международни състезания по танци и по гимнастика. На 15-годишна възраст представя Съединените щати на танцови и гимнастически събития в Германия и Дания. Състезава се на национално ниво, докато завършва средното си образование на 17-годишна възраст.
Скоро след като навършва 18 години започва да работи като стриптизьорка в нощни клубове.

## Кариера
Дебютира като актриса в порнографската индустрия през 2004 г., когато е на 19-годишна възраст. Твърди, че започва кариерата си в порноиндустрията като реванш по отношение на свой бивш интимен приятел.
Избрана е за любимка на месеца на списание „Пентхаус“ за януари 2009 г.
Прави своя режисьорски дебют в порноиндустрията през 2010 г. с филма „FemmeCore“.
През 2010 г. Пресли е включена в класацията на списание „Максим“ – Топ 12 жени звезди в порното, известна и като „мръсната дузина“.
През 2013 г. приключва кариерата си в порнографската индустрия.
През 2016 г. получава признание за цялостната си кариера, като е включена в Залата на славата на AVN.
Мейнстрийм
Тийгън Пресли участва с малка роля в американската тийн комедия на режисьора Грег Мотола „Супер яки“ (2007). Тя, заедно с други две порноактриси – Джеси Джейн и Девън, са гост-звезди в епизода „Аз също те обичам“ от сериала на HBO „Антураж“.
Снима се в документалния филм „Aroused“ (2013 г.) за живота на 16 от най-популярните порнографски филмови актриси.

## Личен живот
През 2007 г. са подменени силиконовите импланти в гърдите ѝ, като тя продава старите на търг в интернет.
През ноември 2007 г. Тийгън се омъжва за Тилър Дурдън, но двамата се развеждат през юли 2008 г. Втория си брак сключва с Джош Леман през април 2010 г., като връзката им датира от 2008 г.

## Награди и номинации
Носителка на награди
| 2004 | CAVR награда            | Звездица на годината                                 | –                                                           |   |                 |      |                     |   |   |   |
| 2004 | Adam Film World награда | Най-добра нова звезда.                               | –                                                           |   |                 |      |                     |   |   |   |
| 2005 | XRCO награда            | Най-добра нова звезда                                | –                                                           |   |                 |      |                     |   |   |   |
| 2005 | XRCO награда            | Тийнейджърски „Cream Dream“                          | –                                                           |   |                 |      |                     |   |   |   |
| 2005 | XRCO награда            | Най-добра тройка                                     | –                                                           |   |                 |      |                     |   |   |   |
| 2007 | AVN награда             | Най-добра секс сцена само с момичета (видео)         | „Островна треска 4“ (с Яна Кова, Джеси Джейн и София Санти) |   |                 |      |                     |   |   |   |
| 2007 | F.A.M.E. награда        | Любимо дупе                                          | –                                                           |   |                 |      |                     |   |   |   |
| 2008 | NightMoves награда      | Най-добра екзотична танцьорка (избор на създателите) | –                                                           |   |                 |      |                     |   |   |   |
| 2009 | AVN награда             | Най-добра „соло“ секс сцена                          | –                                                           |   |                 |      |                     |   |   |   |
| 2009 | XRCO награда            | Най-добро завръщане                                  | –                                                           |   |                 |      |                     |   |   |   |
| 2009 | F.A.M.E. награда        | Любимо дупе                                          | –                                                           |   |                 |      |                     |   |   |   |
| 2009 | NightMoves награда      | Най-добра екзотична танцьорка (избор на създателите) | –                                                           |   |                 |      |                     |   |   |   |
| 2009 | Exotic Dancer награда   | Adult Movie Feature of the Year                      | –                                                           |   |                 |      |                     |   |   |   |
| 2010 | AVN награда             | Най-добра групова секс сцена само с момичета         | (с Ева Анджелина, Съни Леони и Алексис Тексас)              |   |                 |      |                     |   |   |   |
| 2010 | AVN награда             | Най-добра „соло“ секс сцена                          | –                                                           |   |                 |      |                     |   |   |   |
| 2010 | XBIZ награда            | Порнозвезда на годината (жена) – избор на феновете   | –                                                           |   |                 |      |                     |   |   |   |
| 2010 | F.A.M.E. награда        | Любимо дупе                                          | –                                                           | – | Най-горещо тяло | –    |                     |   |   |   |
| 2010 | F.A.M.E. награда        | NightMoves награда                                   | Най-добра изпълнителка (избор на авторите)                  | – | –               | 2016 | AVN зала на славата | – | – | – |

Номинации за индивидуални награди
- 2005: Номинация за AVN награда за най-добра нова звезда.[40]
- 2006: Номинация за CAVR награда за MVP на годината.[41]
- 2006: Финалистка за F.A.M.E. награда за любима порноактриса.[42]
- 2006: Финалистка за F.A.M.E. награда за любима анална звезда.[42]
- 2006: Номинация за Temptation награда за най-добър изпълнител на договор/най-ценна звезда на договор.[43]
- 2007: Номинация за AVN награда за звезда на годината на договор.[44]
- 2007: Финалистка за F.A.M.E. награда за любима орална звезда.[45]
- 2007: Финалистка за F.A.M.E. награда за най-горещо тяло.[45]
- 2008: Номинация за AVN награда за най-добра POV секс сцена – за изпълнението ѝ на сцена във филма „Jack's POV 5“.[46]
- 2009: Номинация за Hot d'Or награда за най-добра американска актриса.[47]
- 2010: Финалистка за F.A.M.E. награда за любима жена звезда.[48]
- 2010: Номинация за XFANZ награда за жена звезда на годината.[49]
- 2012: Номинация за NightMoves награда за най-добро дупе.[50]
- 2013: Номинация за Exxxotica Fannys награда за най-ценна вагина (жена изпълнител на годината).[51]

Номинации за награди за изпълнение на сцена
- 2012: Номинация за AVN награда за най-добра групова секс сцена само с момичета – заедно с Лекси Лов, Аса Акира, Джулз Вентура и Анабел Лий за изпълнение на сцена във филма „Chick Flixxx“.[52]